# Gabonazsuzsok
A gabonazsuzsok vagy gabonazsizsik (Sitophilus granarius) a rovarok (Insecta) osztályának bogarak (Coleoptera) rendjébe, ezen belül a mindenevő bogarak (Polyphaga) alrendjébe és a Dryophthoridae családba tartozó faj. A gabonazsizsik elnevezés helytelen, mert a faj nem a zsizsikek (Chrysomelidae: Bruchinae) alcsaládjába tartozik.

## Előfordulása
A gabonazsuzsokot a gabonaszállítmányokkal széthurcolták, és ma már világszerte elterjedt. Olykor tömegesen megjelenik.

## Megjelenése
A gabonazsuzsok 2-3,5 milliméter hosszú. Gesztenyebarna vagy fényes fekete ormányosbogár. Szárnyfedőin finom, párhuzamos, hosszanti irányú barázdák futnak. Jól fejlett előtora sűrűn pontozott, az ormány hátán is hosszanti pontsorok vannak. Hártyás szárnya hiányzik, ezért repülni nem tud.

## Életmódja
A gabonazsuzsok egész fejlődése gabonafélék (búza, rozs, árpa, zab, köles, kukorica) szemtermésében zajlik le, ritkábban gesztenyében és tölgy makkjában is előfordul. Lárvái a gabonaszemek belsejében fejlődnek, és ott is bábozódnak be. A kikelő imágók hamarosan újabb gabonaszemekre petéznek. Főleg nedves környezetben okoz jelentős kárt. Teljes egyedfejlődése 6 hét alatt lezajlik, ezért évente számos nemzedéke lehet. A gabonazsuzsokkal élelmiszerraktárakban, gabonatárolókban, háztartásokban találkozunk, kultúrnövényeken nálunk a szabad természetben gyakorlatilag nem fordul elő, mert a telet nem éli túl.

## Szaporodása
A gabonazsizsiknek Európában évente 3-4 nemzedéke van.